# Корриб
Корриб (ирл. Gaillimhe, англ. Corrib) — река в Ирландии, в графстве Голуэй.
Находится на северо-западе страны. Река берёт начало в озере Лох-Корриб. Впадает в Атлантический океан. Длина реки около 6 километров, а сила стекающей воды измеряется примерно в 1200 лошадиных сил.

## Верхний и Нижний Корриб
Часть реки, протекающей от южного берега озера до Лососёвой дамбы (англ. Salmon Weir), известна как Верхний Корриб (англ. Upper Corrib). Дамба, состоящая из нескольких ворот, первоначально была построена из камня и дерева, но сейчас сохранились только две пары ворот, которые всегда открываются во время наводнений. Другие ворота были впоследствии заменены 14 парами стальных.
Участок реки, протекающий от Лососёвой дамбы через город Голуэй и впадающий в залив, известен под названием Нижний Корриб (англ. Lower Corrib). Его пересекают три моста.
Единственная приток Нижнего Корриба — небольшой Замковый ручей (ирл. Sruthán na gCaisláin), протекающий через Ньюкасл, территорию государственного университета и впадающий в Корриб сразу за Королевской дамбой, широко известной как Рыбные ворота.

## Мосты
Около города Голуэй реку пересекают четыре моста: мост Wolfe Tone, мост Лососёвая дамба, мост Уильяма О’Брайена и мост Quincentennial.

## Фотографии

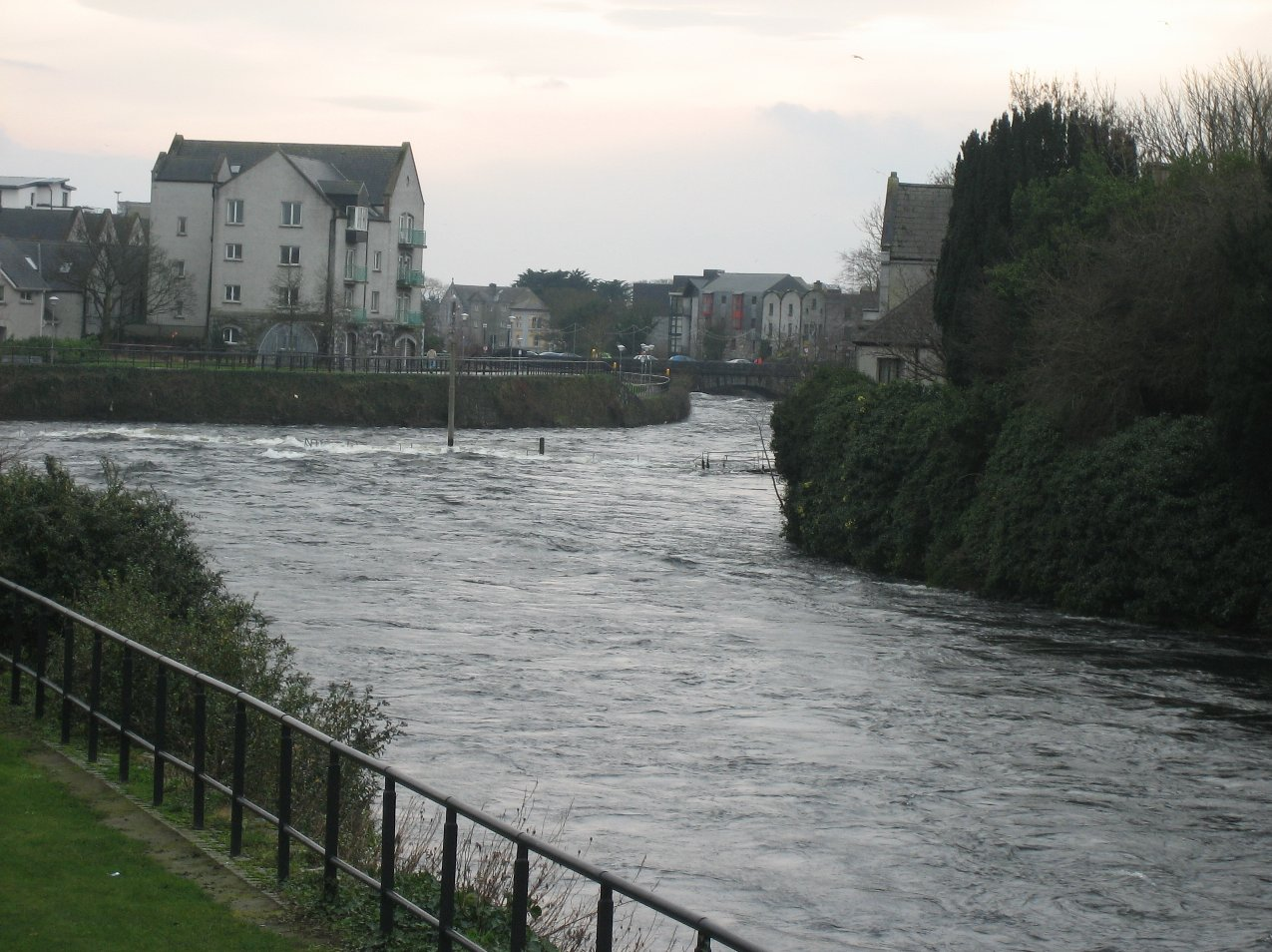
Вид на юг из Голуэя
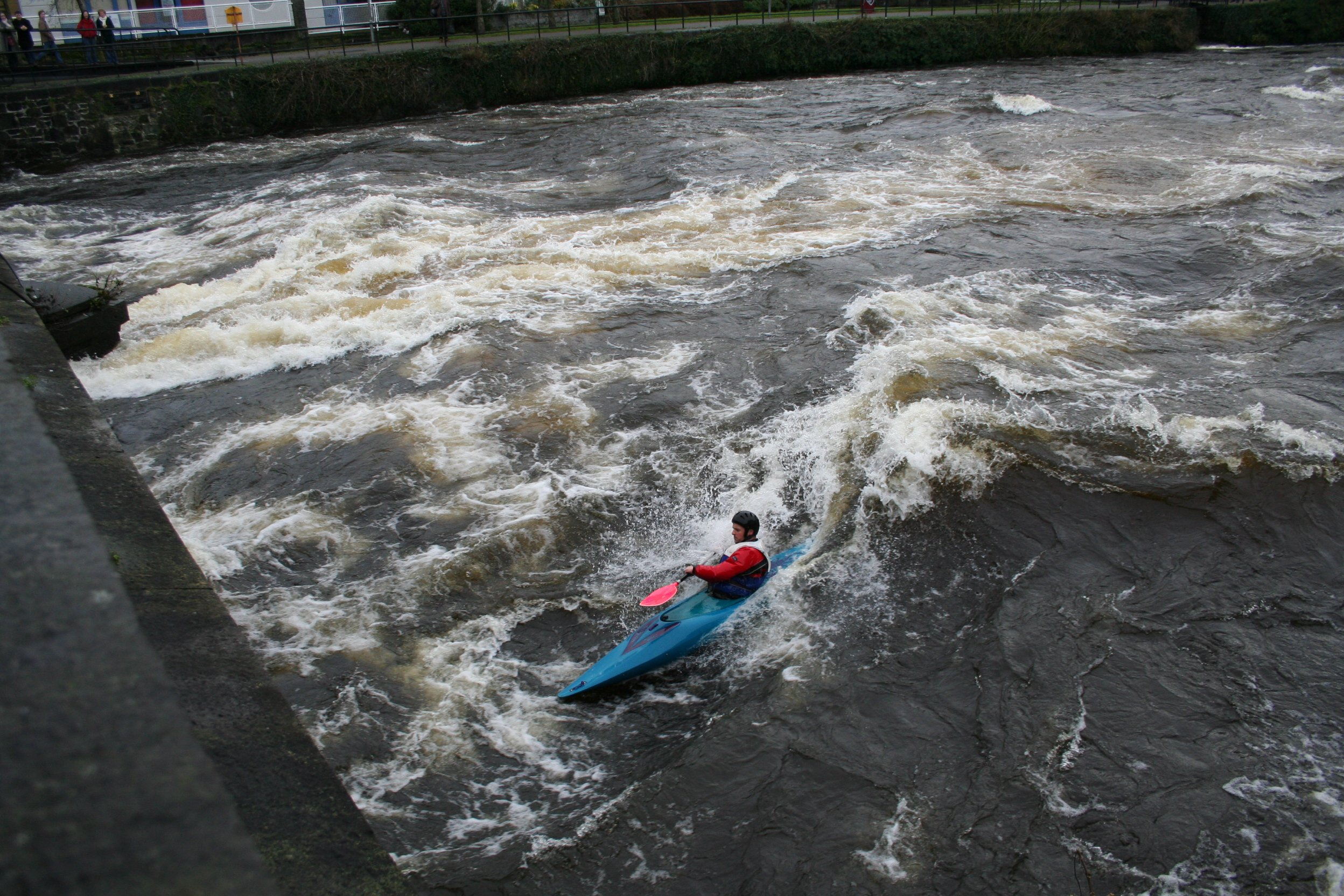
Сёрфинг около моста Уильяма О’Брайена
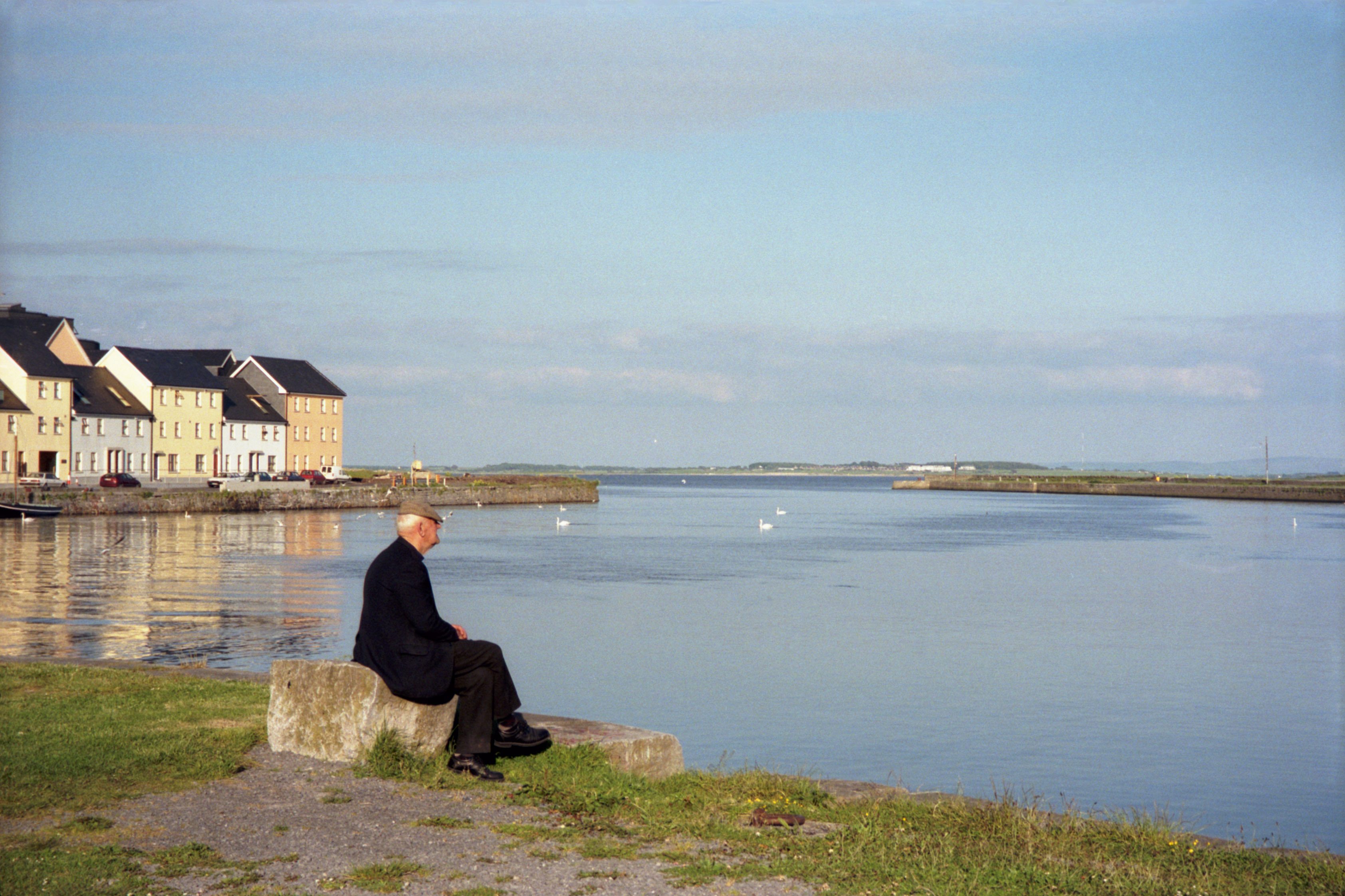
Вид на реку